# Chiesa di Santa Maria (Dongo)
La Chiesa di Santa Maria  è un luogo di culto cattolico che sorge sulla riva occidentale del Lago di Como a Dongo, più precisamente nella frazione di Martinico, ovvero il nucleo abitato più antico del paese.

## Storia
La chiesa, esempio del romanico lombardo, venne costruita tra l'XI e il XIII secolo ed era menzionata in atti di compravendita già a partire dal XII secolo. Più recenti sono invece il campanile (ricostruito), la parte occidentale, il portale laterale e quello della facciata. Alcuni interventi di restauro - tra i quali alcuni effettuati nel 1912 - hanno inoltre cancellato una serie di aggiunte barocche.
Durante l'età comunale, la chiesa si trovava poco fuori le mura del borgo.

## Descrizione
La chiesa è un edificio a singola navata, chiusa da abside semicircolare. Il lato settentrionale è caratterizzato da un portale romanico del XII secolo, sostenuto da colonnine dotate di capitelli. In cima ai due pilastri che reggono l'architrave del portale si trovano bassorilievi a forma di teste umane. Sia l'abside sia le pareti laterali presentano ornamenti ad archetti pensili, oltre a pietre disposte a dente di sega con decorazioni raffiguranti figure umane e animali. L'abside presenta una monofora con una vetrata raffigurante la Vergine Immacolata.
Staccato dalla chiesa si trova il campanile, aperto da una serie di bifore nella parte superiore.
L'interno a navata unica conserva affreschi risalenti al XIV secolo. I più antichi posti sul lato destro databili intorno al 1310-1315 raffigurano la Madonna della Misericordia con angeli che le sorreggono il manto, sempre a destra e sulla controfacciata vi è un ulteriore ciclo sempre del Trecento raffiguranti alcuni santi, questa parte risulta maggiormente danneggiata. L'immagine del profeta dipinta sull'intradosso dell'arco trionfale, nonché altri frammenti d'affresco, risalirebbero al XV secolo. La chiesa conserva una croce in argento dorato realizzata nel 1513 dall'orafo gravedonese Francesco Ser Gregori.
La chiesa ospita inoltre opere del pittore Giovanni Mauro della Rovere.